# Vito De Lorentis
Vito De Lorentiis (Acquaviva delle Fonti, 20 aprile 1955) è un ex calciatore italiano, di ruolo centrocampista.

## Carriera
De Lorentis entra a far parte del settore giovanile nel 1969, a 14 anni non ancora compiuti. Debutta in Serie B con il Varese il 6 gennaio 1974 e, dopo un anno in cui viene girato alla Milanese in Serie D, torna a Varese dove disputa altre tre stagioni di Serie B, totalizzando con la maglia biancorossa 95 presenze e segnando 17 reti.
Successivamente disputa altri due campionati di Serie B, uno con la Ternana con cui segna un goal nelle 28 gare giocate, e l'altro con il Matera con cui colleziona altre 20 presenze in B.
Nel 1980 passa al Giulianova in Serie C1 e l'anno seguente al Legnano, dove rimane per tre anni e vince il campionato di Serie C2 1982-1983.
In carriera ha totalizzato complessivamente 143 presenze e 18 reti in Serie B.

## Palmarès
- Campionato italiano di Serie B: 1

Varese: 1973-74
- Campionato italiano Serie C2: 1

Legnano: 1982-83